# Квалификације за Светско првенство у фудбалу за жене 2019. (Конкакаф–Конмебол плеј-оф)
У квалификационом процесу за Светско првенство у фудбалу за жене 2019., једно место на финалном турниру додељено је победнику двомеча домаћег и гостујућег плеј-офа између четвртопласираног тима из Конкакафа (Панама) и трећепласираног тим из Конмебола (Аргентина).

## Квалификоване екипе
| Конфедерација | Пласман                                               | Екипа     |
| ------------- | ----------------------------------------------------- | --------- |
| Конмебол      | Копа Америка у фудбалу за жене 2018. 3. место         | Аргентина |
| Конкакаф      | Конкакафов шампионат у фудбалу за жене 2018. 4. место | Панама    |

## Преглед
Извлачење редоследа домаћинства одржано је 9. јуна 2018. у Цириху током састанка генералних секретара Конкакафа и Конмебола. Аргентина је извучена за домаћина прве утакмице, док је Панама (идентитет тима из Конкафа није био познат у време жреба) извучена за домаћина реванша.
Утакмице су се одиграле 8. и 13. новембра 2018. године, током календарског периода женских међународних утакмица.
| Тим #1    | рез.  | Тим #2 | прва утакмица | друга утакмица |
| --------- | ----- | ------ | ------------- | -------------- |
| Аргентина | 5 : 1 | Панама | 4 : 0         | 1 : 1          |

## Утакмице
| Аргентина                                                                           | 4 : 0    | Панама |
| ----------------------------------------------------------------------------------- | -------- | ------ |
| - Маријана Ларокете 20’ - Елијана Стабиле 26’, 90+7’ (пен.) - Јамила Родригез 90+4’ | Извештај |        |

| Панама              | 1 : 1    | Аргентина                   |
| ------------------- | -------- | --------------------------- |
| - Наталија Милс 37’ | Извештај | - Флоренција Бонсекундо 65’ |

Аргентина је победила са укупним резултатом 5 : 1 и квалификовала се за Светско првенство у фудбалу за жене 2019..

## Голгетерке
Укупно је постигнуто  6 голова у 2 утакмица, с просеком од 3 гола по утакмици.
2 гола
- Елијана Стабиле

1 гол
- Флоренција Бонсекундо
- Маријана Ларокете
- Јамила Родригез
- Наталија Милс